# Primera División de Andorra 2016-17
La Primera División de Andorra 2016-17 (en catalán: Primera Divisió de Andorra 2016-17), oficialmente y por motivos de patrocinio Lliga Grup Sant Eloi 2016-17, fue la 22da edición del campeonato de la máxima categoría de fútbol del Principado de Andorra. Estuvo organizada por la Federación Andorrana de Fútbol y fue disputada por 8 equipos. Comenzó el 18 de septiembre de 2016 y finalizó el 21 de mayo de 2017.
El FC Santa Coloma obtuvo su décimo título profesional después de derrotar a UE Santa Coloma en la penúltima fecha. Alcanzó así su cuarta estrella de forma consecutiva, siendo el primer club andorrano en conseguirlo. Jenlai, tras quedar último en la Ronda por la permanencia, y Ordino, tras ser derrotado en la Promoción, perdieron la categoría.

## Ascensos y descensos
| Pos. | Descendido de 1.ª División |
| ---- | -------------------------- |
| 8.º  | Penya Encarnada            |

| Pos. | Ascendido de 2.ª División |
| ---- | ------------------------- |
| 1.º  | Jenlai                    |

## Sistema de competición
El campeonato constó de dos fases:
En la fase regular, los ocho equipos se enfrentaron entre sí bajo el sistema de todos contra todos a tres ruedas, completando un total de 21 fechas (a diferencia de las temporadas predecesoras en las que sólo se jugaban dos ruedas, totalizándose 14 fechas). Una vez finalizada dicha instancia, los cuatro equipos con mayor cantidad de puntos participaron de la Ronda por el campeonato, mientras que los cuatro restantes disputaron la Ronda por la permanencia. Todos los clubes comenzaron su participación en esta instancia con el puntaje final obtenido en la fase regular.
Los cuatro clubes que participaron de la Ronda por el campeonato volvieron a enfrentarse entre sí, todos contra todos, a doble rueda. El equipo que acumuló más puntos entre las dos fases se consagró campeón y accedió a la primera ronda previa de la Liga de Campeones de la UEFA 2017-18. Asimismo, el subcampeón clasificó para la primera ronda previa de la Liga Europa de la UEFA 2017-18.
Por otro lado, los cuatro equipos participantes de la Ronda por la permanencia se enfrentaron entre sí, todos contra todos, a doble rueda. Aquel que logró menor puntaje a lo largo de las dos fases descendió directamente a la Segunda División, mientras que el penúltimo disputó una promoción contra el subcampeón de dicha categoría.
En todas las fases, las clasificaciones se establecieron a partir de los puntos obtenidos en cada encuentro, otorgando tres por partido ganado, uno por empatado y ninguno en caso de derrota. En caso de igualdad de puntos entre dos o más equipos, se aplicaron, en el mencionado orden, los siguientes criterios de desempate:
1. Mayor cantidad de puntos en los partidos entre los equipos implicados;
2. Mejor diferencia de goles en los partidos entre los equipos implicados;
3. Mayor cantidad de goles a favor en los partidos entre los equipos implicados;
4. Mejor diferencia de goles en toda la temporada;
5. Mayor cantidad de goles a favor en toda la temporada.

## Equipos participantes
| Equipo          | Ciudad                  |
| --------------- | ----------------------- |
| Encamp          | Encamp                  |
| Engordany       | Las Escaldas-Engordany  |
| Jenlai          | San Julián de Loria     |
| Lusitanos       | Andorra la Vieja        |
| Ordino          | Ordino                  |
| Sant Julià      | San Julián de Loria     |
| FC Santa Coloma | Santa Coloma de Andorra |
| UE Santa Coloma | Santa Coloma de Andorra |

| \| Parroquia \| N.º \| Equipos \| \| ---------------------- \| --- \| ------------------------------------------- \| \| Andorra la Vieja \| 3 \| Lusitanos; FC Santa Coloma; UE Santa Coloma \| \| San Julián de Loria \| 2 \| Jenlai; Sant Julià \| \| Encamp \| 1 \| Encamp \| \| Las Escaldas-Engordany \| 1 \| Engordany \| \| Ordino \| 1 \| Ordino \| |     |                                             |
| Parroquia | N.º | Equipos                                     |
| Andorra la Vieja | 3   | Lusitanos; FC Santa Coloma; UE Santa Coloma |
| San Julián de Loria | 2   | Jenlai; Sant Julià                          |
| Encamp | 1   | Encamp                                      |
| Las Escaldas-Engordany | 1   | Engordany                                   |
| Ordino | 1   | Ordino                                      |

## Fase regular

### Clasificación
|  |    | Equipos         | PJ | PG | PE | PP | GF | GC | Dif | Pts |
|  | -- | --------------- | -- | -- | -- | -- | -- | -- | --- | --- |
|  | 1. | FC Santa Coloma | 21 | 15 | 3  | 3  | 44 | 14 | +30 | 48  |
|  | 2. | Sant Julià      | 21 | 13 | 5  | 3  | 49 | 16 | +33 | 44  |
|  | 3. | UE Santa Coloma | 21 | 13 | 5  | 3  | 54 | 22 | +32 | 44  |
|  | 4. | Lusitanos       | 21 | 11 | 6  | 4  | 40 | 20 | +20 | 39  |
|  | 5. | Engordany       | 21 | 8  | 6  | 7  | 35 | 27 | +8  | 30  |
|  | 6. | Encamp          | 21 | 4  | 3  | 14 | 18 | 31 | -13 | 15  |
|  | 7. | Ordino          | 21 | 3  | 3  | 15 | 24 | 49 | -25 | 12  |
|  | 8. | Jenlai          | 21 | 1  | 1  | 19 | 10 | 95 | -85 | 1   |

| 1. |

|  | Clasificado a la Ronda por el campeonato.  |
|  | Clasificado a la Ronda por la permanencia. |

#### Evolución de la clasificación
| Jornada / Equipo | 1 | 2 | 3 | 4 | 5 | 6 | 7 | 8 | 9 | 10 | 11 | 12 | 13 | 14 | 15 | 16 | 17 | 18 | 19 | 20 | 21 |
| Jornada / Equipo |   |   |   |   |   |   |   |   |   |    |    |    |    |    |    |    |    |    |    |    |    |
| ---------------- | - | - | - | - | - | - | - | - | - | -- | -- | -- | -- | -- | -- | -- | -- | -- | -- | -- | -- |
| FC Santa Coloma  | 6 | 6 | 4 | 4 | 4 | 4 | 4 | 4 | 4 | 4  | 3  | 3  | 1  | 1  | 1  | 1  | 1  | 1  | 1  | 1  | 1  |
| Sant Julià       | 1 | 1 | 1 | 1 | 1 | 1 | 1 | 1 | 2 | 2  | 1  | 1  | 2  | 3  | 2  | 2  | 2  | 2  | 2  | 2  | 2  |
| UE Santa Coloma  | 2 | 2 | 2 | 2 | 2 | 3 | 2 | 2 | 1 | 1  | 2  | 2  | 3  | 2  | 3  | 3  | 3  | 3  | 3  | 3  | 3  |
| Lusitanos        | 3 | 3 | 3 | 3 | 3 | 2 | 3 | 3 | 3 | 3  | 4  | 4  | 4  | 4  | 4  | 4  | 4  | 4  | 4  | 4  | 4  |
| Engordany        | 5 | 5 | 6 | 5 | 5 | 5 | 5 | 5 | 5 | 5  | 5  | 5  | 5  | 5  | 5  | 5  | 5  | 5  | 5  | 5  | 5  |
| Encamp           | 3 | 3 | 4 | 5 | 6 | 8 | 8 | 7 | 7 | 7  | 6  | 6  | 6  | 6  | 6  | 6  | 6  | 6  | 6  | 6  | 6  |
| Ordino           | 6 | 7 | 7 | 8 | 8 | 6 | 6 | 6 | 6 | 6  | 7  | 7  | 7  | 7  | 7  | 7  | 7  | 7  | 7  | 7  | 7  |
| Jenlai           | 8 | 8 | 7 | 6 | 7 | 7 | 7 | 8 | 8 | 8  | 8  | 8  | 8  | 8  | 8  | 8  | 8  | 8  | 8  | 8  | 8  |

### Resultados
- Los horarios corresponden a la CET (Hora Central Europea) UTC+1 en horario estándar y UTC+2 en horario de verano.

#### Primera vuelta
| Jenlai          | 1 - 3 | Sant Julià      | Campo de la Borda Mateu | 18 de septiembre | 12:00 |
| Lusitanos       | 1 - 0 | Ordino          | Campo de la Borda Mateu | 18 de septiembre | 14:00 |
| Engordany       | 1 - 2 | UE Santa Coloma | Campo de la Borda Mateu | 18 de septiembre | 16:00 |
| FC Santa Coloma | 0 - 1 | Encamp          | Campo de la Borda Mateu | 18 de septiembre | 18:00 |

| Encamp          | 1 - 1 | Engordany       | Campo de fútbol municipal de Encamp | 25 de septiembre | 12:00 |
| UE Santa Coloma | 1 - 1 | Lusitanos       | Campo de la Borda Mateu             | 25 de septiembre | 12:00 |
| Ordino          | 0 - 0 | Jenlai          | Campo de la Borda Mateu             | 25 de septiembre | 16:00 |
| Sant Julià      | 1 - 1 | FC Santa Coloma | Campo de la Borda Mateu             | 25 de septiembre | 18:00 |

| FC Santa Coloma | 1 - 0 | Engordany       | Campo de la Borda Mateu | 2 de octubre | 12:00 |
| Jenlai          | 0 - 5 | UE Santa Coloma | Campo de la Borda Mateu | 2 de octubre | 14:00 |
| Lusitanos       | 1 - 0 | Encamp          | Campo de la Borda Mateu | 2 de octubre | 16:00 |
| Sant Julià      | 7 - 1 | Ordino          | Campo de la Borda Mateu | 2 de octubre | 18:00 |

| Encamp          | 1 - 2 | Jenlai          | Campo de fútbol municipal de Encamp | 16 de octubre | 12:00 |
| Ordino          | 1 - 2 | FC Santa Coloma | Campo de la Borda Mateu             | 16 de octubre | 12:00 |
| UE Santa Coloma | 1 - 1 | Sant Julià      | Campo de la Borda Mateu             | 16 de octubre | 16:00 |
| Engordany       | 1 - 1 | Lusitanos       | Campo de la Borda Mateu             | 16 de octubre | 18:00 |

| Sant Julià      | 1 - 0 | Encamp          | Campo de la Borda Mateu | 23 de octubre | 12:00 |
| Jenlai          | 0 - 3 | Engordany       | Campo de la Borda Mateu | 23 de octubre | 14:00 |
| FC Santa Coloma | 2 - 3 | Lusitanos       | Campo de la Borda Mateu | 23 de octubre | 16:00 |
| Ordino          | 0 - 1 | UE Santa Coloma | Campo de la Borda Mateu | 23 de octubre | 18:00 |

| Encamp          | 1 - 2 | Ordino          | Campo de fútbol municipal de Encamp | 30 de octubre | 12:00 |
| Engordany       | 1 - 3 | Sant Julià      | Campo de la Borda Mateu             | 30 de octubre | 16:00 |
| FC Santa Coloma | 1 - 1 | UE Santa Coloma | Comunal de Andorra la Vieja         | 30 de octubre | 17:00 |
| Lusitanos       | 2 - 0 | Jenlai          | Campo de la Borda Mateu             | 30 de octubre | 18:00 |

| UE Santa Coloma | 2 - 0 | Encamp          | Campo de la Borda Mateu | 6 de noviembre | 12:00 |
| Ordino          | 1 - 6 | Engordany       | Campo de la Borda Mateu | 6 de noviembre | 14:00 |
| Jenlai          | 0 - 3 | FC Santa Coloma | Campo de la Borda Mateu | 6 de noviembre | 16:00 |
| Sant Julià      | 2 - 1 | Lusitanos       | Campo de la Borda Mateu | 6 de noviembre | 18:00 |

#### Segunda vuelta
| Encamp          | 0 - 1 | FC Santa Coloma | Campo de fútbol municipal de Encamp | 20 de noviembre | 12:00 |
| Sant Julià      | 9 - 0 | Jenlai          | Campo de la Borda Mateu             | 20 de noviembre | 12:00 |
| Ordino          | 1 - 2 | Lusitanos       | Campo de la Borda Mateu             | 20 de noviembre | 16:00 |
| UE Santa Coloma | 2 - 1 | Engordany       | Campo de la Borda Mateu             | 20 de noviembre | 18:00 |

| Lusitanos       | 1 - 2 | UE Santa Coloma | Campo de la Borda Mateu | 27 de noviembre | 12:00 |
| FC Santa Coloma | 2 - 1 | Sant Julià      | Campo de la Borda Mateu | 27 de noviembre | 14:00 |
| Jenlai          | 1 - 4 | Ordino          | Campo de la Borda Mateu | 27 de noviembre | 16:00 |
| Engordany       | 3 - 1 | Encamp          | Campo de la Borda Mateu | 27 de noviembre | 18:00 |

| Encamp          | 1 - 2 | Lusitanos       | Campo de fútbol municipal de Encamp | 4 de diciembre | 12:00 |
| Engordany       | 1 - 4 | FC Santa Coloma | Campo de la Borda Mateu             | 4 de diciembre | 12:00 |
| Ordino          | 0 - 3 | Sant Julià      | Campo de la Borda Mateu             | 4 de diciembre | 16:00 |
| UE Santa Coloma | 7 - 2 | Jenlai          | Campo de la Borda Mateu             | 4 de diciembre | 18:00 |

| Lusitanos       | 1 - 1 | Engordany       | Campo de la Borda Mateu | 11 de diciembre | 12:00 |
| Sant Julià      | 3 - 1 | UE Santa Coloma | Campo de la Borda Mateu | 11 de diciembre | 14:00 |
| Jenlai          | 0 - 5 | Encamp          | Campo de la Borda Mateu | 11 de diciembre | 16:00 |
| FC Santa Coloma | 1 - 0 | Ordino          | Campo de la Borda Mateu | 11 de diciembre | 18:00 |

| Encamp          | 1 - 1 | Sant Julià      | Campo de fútbol municipal de Encamp | 18 de diciembre | 12:00 |
| UE Santa Coloma | 5 - 2 | Ordino          | Campo de la Borda Mateu             | 18 de diciembre | 12:00 |
| Lusitanos       | 1 - 2 | FC Santa Coloma | Campo de la Borda Mateu             | 18 de diciembre | 16:00 |
| Engordany       | 2 - 1 | Jenlai          | Campo de la Borda Mateu             | 18 de diciembre | 18:00 |

| Jenlai          | 1 - 6 | Lusitanos       | Campo de la Borda Mateu | 22 de enero | 12:00 |
| Ordino          | 0 - 1 | Encamp          | Campo de la Borda Mateu | 22 de enero | 14:00 |
| Sant Julià      | 1 - 2 | Engordany       | Campo de la Borda Mateu | 22 de enero | 16:00 |
| UE Santa Coloma | 1 - 2 | FC Santa Coloma | Campo de la Borda Mateu | 22 de enero | 18:00 |

| Encamp          | 1 - 2 | UE Santa Coloma | Campo de fútbol municipal de Encamp | 29 de enero | 12:00 |
| Engordany       | 4 - 2 | Ordino          | Campo de la Borda Mateu             | 29 de enero | 12:00 |
| FC Santa Coloma | 9 - 0 | Jenlai          | Campo de la Borda Mateu             | 29 de enero | 16:00 |
| Lusitanos       | 1 - 1 | Sant Julià      | Campo de la Borda Mateu             | 29 de enero | 18:00 |

#### Tercera vuelta
| Jenlai          | 0 - 5 | Sant Julià      | Campo de la Borda Mateu | 12 de febrero | 12:00 |
| Engordany       | 1 - 1 | UE Santa Coloma | Campo de la Borda Mateu | 12 de febrero | 14:00 |
| Lusitanos       | 2 - 1 | Ordino          | Campo de la Borda Mateu | 12 de febrero | 16:00 |
| FC Santa Coloma | 1 - 0 | Encamp          | Campo de la Borda Mateu | 12 de febrero | 18:00 |

| Encamp          | 0 - 3 | Engordany       | Campo de fútbol municipal de Encamp | 19 de febrero | 12:00 |
| Sant Julià      | 1 - 0 | FC Santa Coloma | Campo de la Borda Mateu             | 19 de febrero | 12:00 |
| UE Santa Coloma | 2 - 1 | Lusitanos       | Campo de la Borda Mateu             | 19 de febrero | 16:00 |
| Ordino          | 6 - 1 | Jenlai          | Campo de la Borda Mateu             | 19 de febrero | 18:00 |

| Lusitanos       | 3 - 1  | Encamp          | Campo de la Borda Mateu | 26 de febrero | 12:00 |
| FC Santa Coloma | 2 - 1  | Engordany       | Campo de la Borda Mateu | 26 de febrero | 14:00 |
| Jenlai          | 1 - 10 | UE Santa Coloma | Campo de la Borda Mateu | 26 de febrero | 16:00 |
| Sant Julià      | 3 - 0  | Ordino          | Campo de la Borda Mateu | 26 de febrero | 18:00 |

| Encamp          | 1 - 0 | Jenlai          | Campo de fútbol municipal de Encamp | 5 de marzo | 12:00 |
| Ordino          | 0 - 2 | FC Santa Coloma | Campo de la Borda Mateu             | 5 de marzo | 12:00 |
| UE Santa Coloma | 1 - 1 | Sant Julià      | Campo de la Borda Mateu             | 5 de marzo | 16:00 |
| Engordany       | 1 - 1 | Lusitanos       | Campo de la Borda Mateu             | 5 de marzo | 18:00 |

| Jenlai          | 0 - 1 | Engordany       | Campo de la Borda Mateu | 11 de marzo | 12:00 |
| Ordino          | 0 - 3 | UE Santa Coloma | Campo de la Borda Mateu | 11 de marzo | 14:00 |
| FC Santa Coloma | 0 - 0 | Lusitanos       | Campo de la Borda Mateu | 11 de marzo | 16:00 |
| Sant Julià      | 1 - 0 | Encamp          | Campo de la Borda Mateu | 11 de marzo | 18:00 |

| Encamp          | 2 - 2 | Ordino          | Campo de fútbol municipal de Encamp | 14 de marzo | 12:00 |
| Engordany       | 0 - 1 | Sant Julià      | Campo de la Borda Mateu             | 14 de marzo | 12:00 |
| Lusitanos       | 7 - 0 | Jenlai          | Campo de la Borda Mateu             | 14 de marzo | 16:00 |
| FC Santa Coloma | 2 - 1 | UE Santa Coloma | Campo de la Borda Mateu             | 14 de marzo | 18:00 |

| UE Santa Coloma | 3 - 0 | Encamp          | Campo de la Borda Mateu | 19 de marzo | 12:00 |
| Sant Julià      | 0 - 2 | Lusitanos       | Campo de la Borda Mateu | 19 de marzo | 14:00 |
| Ordino          | 1 - 1 | Engordany       | Campo de la Borda Mateu | 19 de marzo | 16:00 |
| Jenlai          | 0 - 6 | FC Santa Coloma | Campo de la Borda Mateu | 19 de marzo | 18:00 |

| 1. |

## Ronda por el campeonato

### Clasificación
|  |    | Equipos             | PJ | PG | PE | PP | GF | GC | Dif | Pts |
|  | -- | ------------------- | -- | -- | -- | -- | -- | -- | --- | --- |
|  | 1. | FC Santa Coloma (C) | 27 | 18 | 6  | 3  | 57 | 21 | +36 | 60  |
|  | 2. | Sant Julià          | 27 | 14 | 8  | 5  | 55 | 23 | +32 | 50  |
|  | 3. | UE Santa Coloma     | 27 | 14 | 6  | 7  | 62 | 34 | +28 | 48  |
|  | 4. | Lusitanos           | 27 | 13 | 9  | 5  | 49 | 30 | +19 | 48  |

|  | Clasificado para la primera ronda previa de la Liga de Campeones 2017-18.                                    |
|  | Clasificado para la primera ronda previa de la Liga Europa 2017-18.                                          |
|  | Clasificado para la primera ronda previa de la Liga Europa 2017-18 como campeón de la Copa Constitució 2017. |

| (C) Campeón |

#### Evolución de la clasificación
| Jornada / Equipo | 1 | 2 | 3 | 4 | 5 | 6 |
| Jornada / Equipo |   |   |   |   |   |   |
| ---------------- | - | - | - | - | - | - |
| FC Santa Coloma  | 1 | 1 | 1 | 1 | 1 | 1 |
| Sant Julià       | 2 | 2 | 2 | 2 | 2 | 2 |
| UE Santa Coloma  | 3 | 3 | 3 | 3 | 4 | 3 |
| Lusitanos        | 4 | 4 | 4 | 4 | 3 | 4 |

### Resultados
- Los horarios corresponden a la CET (Hora Central Europea) UTC+1 en horario estándar y UTC+2 en horario de verano.

#### Primera vuelta
| Lusitanos  | 3 - 3 | UE Santa Coloma | Centre d'Entrenament de la FAF 1 | 8 de abril | 16:00 |
| Sant Julià | 3 - 3 | FC Santa Coloma | Centre d'Entrenament de la FAF 1 | 8 de abril | 19:00 |

| FC Santa Coloma | 1 - 0 | UE Santa Coloma | Centre d'Entrenament de la FAF 1 | 23 de abril | 12:00 |
| Sant Julià      | 0 - 0 | Lusitanos       | Centre d'Entrenament de la FAF 1 | 23 de abril | 16:00 |

| UE Santa Coloma | 1 - 2 | Sant Julià      | Centre d'Entrenament de la FAF 1 | 30 de abril | 12:00 |
| Lusitanos       | 1 - 4 | FC Santa Coloma | Centre d'Entrenament de la FAF 1 | 30 de abril | 16:00 |

#### Segunda vuelta
| FC Santa Coloma | 1 - 1 | Sant Julià | Centre d'Entrenament de la FAF 1 | 7 de mayo | 12:00 |
| UE Santa Coloma | 2 - 3 | Lusitanos  | Centre d'Entrenament de la FAF 1 | 7 de mayo | 16:00 |

| UE Santa Coloma | 1 - 3 | FC Santa Coloma (C) | Centre d'Entrenament de la FAF 1 | 14 de mayo | 12:00 |
| Lusitanos       | 1 - 0 | Sant Julià          | Centre d'Entrenament de la FAF 1 | 14 de mayo | 12:00 |

| Sant Julià      | 0 - 1 | UE Santa Coloma | Centre d'Entrenament de la FAF 1 | 21 de mayo | 12:00 |
| FC Santa Coloma | 1 - 1 | Lusitanos       | Centre Esportiu d'Alàs           | 21 de mayo | 12:00 |

## Ronda por la permanencia

### Clasificación
|  |    | Equipos    | PJ | PG | PE | PP | GF | GC  | Dif  | Pts |
|  | -- | ---------- | -- | -- | -- | -- | -- | --- | ---- | --- |
|  | 1. | Engordany  | 27 | 10 | 6  | 11 | 46 | 39  | +7   | 36  |
|  | 2. | Encamp     | 27 | 8  | 3  | 16 | 45 | 37  | +8   | 27  |
|  | 3. | Ordino     | 27 | 8  | 3  | 16 | 45 | 56  | -11  | 27  |
|  | 4. | Jenlai (D) | 27 | 2  | 1  | 24 | 18 | 137 | -119 | 4   |

|  | Disputó una promoción por la permanencia contra el subcampeón de la Segona Divisió. |
|  | Descendido a la Segona Divisió.                                                     |

| (D) Descendido |

#### Evolución de la clasificación
| Jornada / Equipo | 1 | 2 | 3 | 4 | 5 | 6 |
| Jornada / Equipo |   |   |   |   |   |   |
| ---------------- | - | - | - | - | - | - |
| Engordany        | 1 | 1 | 1 | 1 | 1 | 1 |
| Encamp           | 2 | 2 | 2 | 2 | 2 | 2 |
| Ordino           | 3 | 3 | 3 | 3 | 3 | 3 |
| Jenlai           | 4 | 4 | 4 | 4 | 4 | 4 |

### Resultados
- Los horarios corresponden a la CET (Hora Central Europea) UTC+1 en horario estándar y UTC+2 en horario de verano.

#### Primera vuelta
| Encamp | 2 - 0 | Engordany | Prada de Moles                   | 9 de abril | 12:00 |
| Ordino | 3 - 0 | Jenlai    | Centre d'Entrenament de la FAF 1 | 9 de abril | 18:00 |

| Encamp    | 3 - 1 | Ordino | Prada de Moles                   | 23 de abril | 12:00 |
| Engordany | 8 - 2 | Jenlai | Centre d'Entrenament de la FAF 1 | 23 de abril | 18:00 |

| Ordino | 2 - 0 | Engordany | Centre d'Entrenament de la FAF 1 | 29 de abril | 21:30 |
| Jenlai | 0 - 5 | Encamp    | Centre d'Entrenament de la FAF 1 | 30 de abril | 14:00 |

#### Segunda vuelta
| Engordany | 2 - 1  | Encamp | Centre d'Entrenament de la FAF 1 | 7 de mayo | 14:00 |
| Jenlai    | 3 - 10 | Ordino | Centre d'Entrenament de la FAF 1 | 7 de mayo | 18:00 |

| Ordino | 2 - 1 | Encamp    | Centre d'Entrenament de la FAF 1 | 14 de mayo | 16:00 |
| Jenlai | 2 - 1 | Engordany | Centre d'Entrenament de la FAF 1 | 14 de mayo | 18:00 |

| Encamp    | 15 - 1 | Jenlai | Centre Esportiu d'Alàs           | 21 de mayo | 16:00 |
| Engordany | 0 - 3  | Ordino | Centre d'Entrenament de la FAF 1 | 21 de mayo | 16:10 |

## Promoción por la permanencia
El tercer equipo ubicado en la clasificación final de la Ronda por la permanencia, Ordino, disputó una serie a doble partido, uno como visitante y otro como local, ante Penya Encarnada, subcampeón de la Segunda División. El ganador de la eliminatoria participó  de la siguiente temporada de la Primera Divisió. 
| Penya Encarnada | 0 - 2 | Ordino          | Centre d'Entrenament de la FAF 2 | 28 de mayo | 16:00 |
| Ordino | 1 - 5 | Penya Encarnada | Centre d'Entrenament de la FAF 1 | 4 de junio | 21:30 |
| Penya Encarnada ascendió a Primera Divisió tras ganar la serie por un global de 5-3. Ordino descendió a Segona Divisió. |       |                 |                                  |            |       |

|  |

## Estadísticas

### Máximos goleadores
| Jugador                                   | Equipo          | Goles | Partidos | Media | Penal |
| ----------------------------------------- | --------------- | ----- | -------- | ----- | ----- |
| Victor Bernat                             | UE Santa Coloma | 18    | 24       | 0.75  | 0     |
| Juan Fernando Láin Gonzaléz               | FC Santa Coloma | 13    | 25       | 0.52  | 0     |
| Jordi Rubio                               | UE Santa Coloma | 11    | 25       | 0.44  | 0     |
| Alex Bahamonde Gallart                    | Ordino          | 10    | 11       | 0.91  | 0     |
| Gabriel Riera                             | FC Santa Coloma | 10    | 22       | 0.45  | 0     |
| Juan Salomó                               | UE Santa Coloma | 10    | 24       | 0.42  | 0     |
| Noah Baffoe                               | Sant Julià      | 10    | 25       | 0.4   | 0     |
| Isaac Padilla                             | Sant Julià      | 9     | 12       | 0.75  | 2     |
| José Antonio Villanueva Muñoz             | Sant Julià      | 9     | 19       | 0.47  | 4     |
| Diego Nájera                              | Encamp          | 9     | 24       | 0.38  | 0     |
| Ibán Parra                                | FC Santa Coloma | 8     | 19       | 0.42  | 3     |
| Última actualización: 5 de agosto de 2017 |                 |       |          |       |       |